# Habitatge al carrer Doctor Roure, 29 (Tremp)
L'Habitatge al carrer Doctor Roure, 29 és un edifici de Tremp (Pallars Jussà) protegit com a Bé Cultural d'Interès Local.

## Descripció
Es tracta d'un edifici situat al centre del nucli de Tremp, fent cantonera. L'edifici consta d'una construcció en xamfrà i de quatre nivells d'alçada, planta baixa i tres pisos, encara que el darrer és de dimensions més reduïdes. Presenta trets de l'arquitectura domèstica de la primera meitat del segle xx. La façana es caracteritza per una senzillesa compositiva, una distribució simètrica i ordenada de les obertures i per les faixes verticals que delimiten els frontis. A la planta baixa destaca l'arrebossat simulant pedra amb estries horitzontals i al primer pis destaca la tribuna del frontis central. En el voladís de la coberta es concentren elements decoratius d'estil classicista com les mènsules i uns esgrafiats de motius florals en l'espai que separen aquestes. La coberta és a tres vessants i de teula àrab.